# Susuacanga hatsueae
Susuacanga hatsueae é uma espécie de coleóptero da tribo Eburiini (Cerambycinae), com distribuição nos estados de Guerrero, Jalisco, Michoacán e Oaxaca (México).

## Sistemática
- Ordem Coleoptera
  - Subordem Polyphaga
    - Infraordem Cucujiformia
      - Superfamília Chrysomeloidea
        - Família Cerambycidae
          - Subfamília Cerambycinae
            - Tribo Eburiini
              - Gênero Susuacanga
                - S. hatsueae (Chemsak & Giesbert, 1986)